# جيمس باتلر (لاعب كرة قدم أمريكية)
جيمس باتلر (بالإنجليزية: James Butler)‏ هو لاعب كرة قدم أمريكية أمريكي، ولد في 7 سبتمبر 1982 في كليماكس في الولايات المتحدة.

## وصلات خارجية
- جيمس باتلر على موقع مرجع كرة القدم المحترفة.كوم (الإنجليزية)